# Erannis bela
Erannis bela là một loài bướm đêm trong họ Geometridae.